# Андзевацік
38°01′08″ пн. ш. 43°41′47″ сх. д. / 38.018782° пн. ш. 43.696272° сх. д.
Андзевацік (вірм. Անձևացիք) — одинадцятий гавар провінції Васпуракан Великої Вірменії. Розташовувався в південній частині провінції Васпуракан. В області було 3 укріплених міста: Аламан, Міхраван і Ахзі. Межувала на півдні з провінцією Корчайк. У провінції був значний монастир Хогяц і фортеця Кангавар.
Одне з дев'яти головних князівств Великої Вірменії, які не дозволили Сасанідам просунути свої кордони і межі своїх васалів (Іверії та Албанії), далі вглиб Вірменії, після розділу Вірменського царства 387 року між Сасанідською і Римською імперіями.
Вірменський княжий рід Андзеваці володів п'ятьма гаварами ашхару Васпуракан на південь від озера Ван (Тосп). Андзеваці вели своє походження від вождів (царів) хурритського племені Аяїс (Уаясіс), що мешкало на південно-західному узбережжі озера Ван.
Рід Андзеваці висунув низку видних нахарарів (Тачат Андзеваці) і церковних діячів (Хосров Андзеваці). Після поступового розорення і ослаблення цього княжого роду внаслідок воєн і повстань, їхніми землями заволодів княжий рід Арцруні.